# (500055) 2011 UG147
(500055) 2011 UG147 es un asteroide perteneciente al cinturón exterior de asteroides, descubierto el 24 de octubre de 2011 por el equipo del Pan-STARRS desde el Observatorio de Haleakala, Hawái, Estados Unidos.

## Designación y nombre
Designado provisionalmente como 2011 UG147.

## Características orbitales
2011 UG147 está situado a una distancia media del Sol de 3,548 ua, pudiendo alejarse hasta 3,881 ua y acercarse hasta 3,216 ua. Su excentricidad es 0,093 y la inclinación orbital 6,460 grados. Emplea 2441,86 días en completar una órbita alrededor del Sol.
Los próximos acercamientos a la órbita de Júpiter se producirán el 28 de febrero de 2026, el 28 de mayo de 2041 y el 14 de noviembre de 2056, entre otros.

## Características físicas
La magnitud absoluta de 2011 UG147 es 15,9.